# 塞德里克·穆林斯
波伊斯·塞德里克·穆林斯二世（英語：Boyce Cedric Mullins II，1994年10月1日—），為美國職棒大聯盟的外野手，目前效力於紐約大都會，先前曾效力於巴爾的摩金鶯。

## 職業生涯
2015年美國職棒大聯盟選秀，穆林斯在第12輪被金鶯隊選中。

### 2018年
8月10日，穆林斯登上大聯盟。他在初登場就敲出3支安打，成為金鶯隊史第一人。他也是大聯盟第五位在初登場就跑回3分並敲出2支長打的球員。該年他的打擊率為2成35，並敲出4轟。

### 2019年
這年穆林斯成為球隊的主力中外野手，不過他在開季表現很掙扎，因此在4月22日被下放3A。到了3A後，穆林斯持續低迷，因此再被降到2A。之後他在2A一路待到球季結束，這年他在大聯盟的打擊率僅0成94。

### 2020年
在經過一年的低潮後，穆林斯靠著春訓的好表現，依舊成為開幕戰先發中外野手。該年他的打擊率為2成71，並敲出3轟與12分打點。

### 2021年
穆林斯在這年放棄左右開弓，決定成為專職左打者。他在4月26日達成生涯首次單場雙響砲，7月4日，他成功入選明星賽，並擔任先發中外野手。9月24日，他成為金鶯隊史首位單季達成30轟與30盜的選手。

## 外部連結
- 球員資訊和成績在MLB ，ESPN ，Retrosheet ，Baseball Reference ，Baseball Reference (Minors) ，Fangraphs ，The Baseball Cube （英文）
- 塞德里克·穆林斯的Instagram帳戶